# Teatro Politeama (Lizbona)
Teatro Politeama – teatr położony w Lizbonie, w dzielnicy Baixa, na Rua das Portas de Santo Antão. Dyrektorem teatru jest reżyser Filipe La Féria. Zbudowany został według projektu Miguela Ventury Terra. Pierwszy kamień wgielny został położony w dniu 12 maja 1912 roku, a inauguracja teatru odbyła się 6 grudnia 1913 operetką Valsa de Amor (Walc Miłości). 
Od czasu jego ponownego powołania w 1991 roku i ponownego otwarcia w 1992 roku przez znanego reżysera teatralnego Filipe La Féria, Teatro Politeama jest znane przede wszystkim jako miejsce popularnych musicali.